# Mitsui Fudōsan
Mitsui Fudōsan K.K. (jap. 三井不動産株式会社, Mitsui Fudōsan Kabushiki kaisha, dt. „Mitsui-Immobilien“) ist ein japanisches Unternehmen mit Sitz in Tokio. Mitsui Fudosan ist eines der Kernunternehmen der Mitsui-Gruppe.

## Geschichte
Die Unternehmensgeschichte geht zurück bis in das Jahr 1673, als Takatoshi Mitsui die Händlerfamilie Mitsui gründete.

## Struktur
Das Unternehmen gliedert sich in vier Geschäftsbereiche:
- Bürogebäude
- Immobilien-Dienstleistungen
- Beherbergungen und
- Einzelhandelsimmobilien

Außerhalb Japans betreibt Mitsui Fudōsan Niederlassungen in den USA (New York, San Francisco, Los Angeles und Honolulu), in London, Singapur, Kuala Lumpur, Hongkong, Bangkok, Shanghai, Sydney, Taipeh und Peking.